# Kilobit por segundo
Un kilobit por segundo es una unidad de medida que se usa en telecomunicaciones e informática para calcular la velocidad de transferencia de información a través de una red. Su abreviatura y forma más corriente es kbps. Según el Sistema Internacional de Unidades su símbolo es kbit/s. De facto suele emplearse también kb/s. 
Equivale a 1000 bits por segundo = 1000 bit/s.
Ejemplo:
64 kbit/s = 1000 x 64 = 64 000 bit/s
En algunas ocasiones los datos se expresan en bytes por segundo (B/s), entonces un kB/s es igual a un kilobyte por segundo, un MB/s es igual a un megabyte por segundo y un GB/s es igual a un gigabyte por segundo.
Debe tenerse en cuenta que las unidades de velocidad de transferencia de información se relacionan en potencias de base 10.
En el caso de las unidades de información referidas a almacenamiento/procesamiento se suele utilizar la misma abreviatura para indicar potencias de base 2, este es un error común, porque para designar potencias de base 2 se deben utilizar los prefijos binarios.
Ejemplo 1: 1 kbit = 1000 bit = 103 bit
Ejemplo 2: 1 Kibit = 1024 bit = 210 bit.
Ejemplo 3: 1 kB = 1000 B = 103 B.
Ejemplo 4: 1 KiB = 1024 B = 210 bytes = (210)·8 bit = 213 bit.
Kilobits por segundo se refiere a la velocidad a la que se transfiere 1 kilobit en un segundo.[1] Un kilobit se refiere a 1.000 bits de información y se toma de las palabras "kilo" y "bit". Kilo es un prefijo común usado con unidades métricas de medida para denotar grupos de 1000. El bit es la unidad de información más pequeña de un sistema digital. Esto pertenece a un valor binario.[^02]
Kbps no debe confundirse con KBps ya que la pequeña "b" se utiliza para denotar bits mientras que la "B" mayúscula significaría un byte, que es un grupo de 8 bits. Por lo tanto, un kilobit se referiría a 1.000 bits mientras que un kilobyte se referiría a 8.000 bits.[^03] Los datos de Internet se indican en bytes, pero las velocidades se miden en bits por segundo, ya que la transmisión de datos se realiza 1 bit a la vez.
La tecnología anterior utilizaba Kbps para medir la velocidad de transmisión de datos, sin embargo, las recientes innovaciones y mejoras en la industria han llevado a velocidades más rápidas, eliminando el uso común de Kbps y sustituyéndolo por velocidades de datos medidas con Mbps, e incluso Gbps. 1 Mbps equivale a 1.000 Kbps o 1.000.000 bps. 1 Gbps es igual a 1.000.000.000 Kbps o 1.000 millones de bps. Los sistemas actuales cuyas velocidades corren a Kbps incluyen:[^04]
Módem de 28.8K - 28.8Kbps
Módem 36.6K - 36.6 Kbps
Módem 56K - 56 Kbps
RDSI - 128 Kbps
DSL / Cable Módems - 512 Kbps (extremo inferior)
ADB - 256 Kbps
- Datos: Q2269250